# Truckee (Schiff)
Die USS Truckee (AO-147) (ab 1980: USNS Truckee (T-AO-147)) war ein zur Neosho-Klasse gehörender Versorgungstanker der United States Navy, der im November 1955 in Dienst gestellt wurde. In seiner 36 Jahre andauernden Dienstzeit war das Schiff unter anderem an Einsätzen während der Kubakrise sowie im Zweiten Golfkrieg beteiligt. Die Truckee beendete im Oktober 1991 ihre aktive Dienstzeit und lag anschließend in der Reserveflotte. 2008 ging das mehr als fünfzig Jahre alte Schiff zum Abwracken.

## Geschichte
Die Truckee wurde am 21. Dezember 1953 bei New York Shipbuilding auf Kiel gelegt und lief am 10. März 1955 vom Stapel. Die Indienststellung erfolgte am 18. November 1955 unter dem Kommando von Captain Joseph W. Leverton.
Bis 1980 gehörte das Schiff der Service Squadron 4 an. Neben diversen Fahrten nach Europa diente die Truckee unter anderem als Versorger während der Kubakrise im Oktober 1962 und war dort gleichzeitig das Flaggschiff der Service Squadron 4. Für diesen Einsatz erhielt das Schiff 1963 den Battle Effectiveness Award.
Während des Sechstagekriegs im Juni 1967 war die Truckee als Versorgungstanker des Flugzeugträgers America im Einsatz. Anschließend nahm das Schiff im November 1967 an Übungen der NATO teil. Für ihren Einsatz während des Jordanischen Bürgerkriegs erhielt die Truckee mit der Meritorious Unit Commendation eine weitere Auszeichnung. Weitere aktive Einsätze erlebte das Schiff während des Jom-Kippur-Kriegs und im Zweiten Golfkrieg.
Ab 1980 erhielt die Truckee eine zivile Schiffsbesatzung und trug daher fortan das Namenspräfix USNS. Hierbei wurde auch ihre bisherige Bewaffnung entfernt. Am Einsatzgebiet des Schiffes änderte sich jedoch bis zur Ausmusterung am 21. Oktober 1991 nichts.
Nach der Außerdienststellung lag die Truckee in der Reserveflotte in James River. Am 18. Juli 1997 wurde das Schiff aus dem Naval Vessel Register gestrichen und nach weiteren elf Jahren im August 2008 zum Abwracken an Bay Bridge Enterprises verkauft.